# Yves Saint Laurent (dom mody)

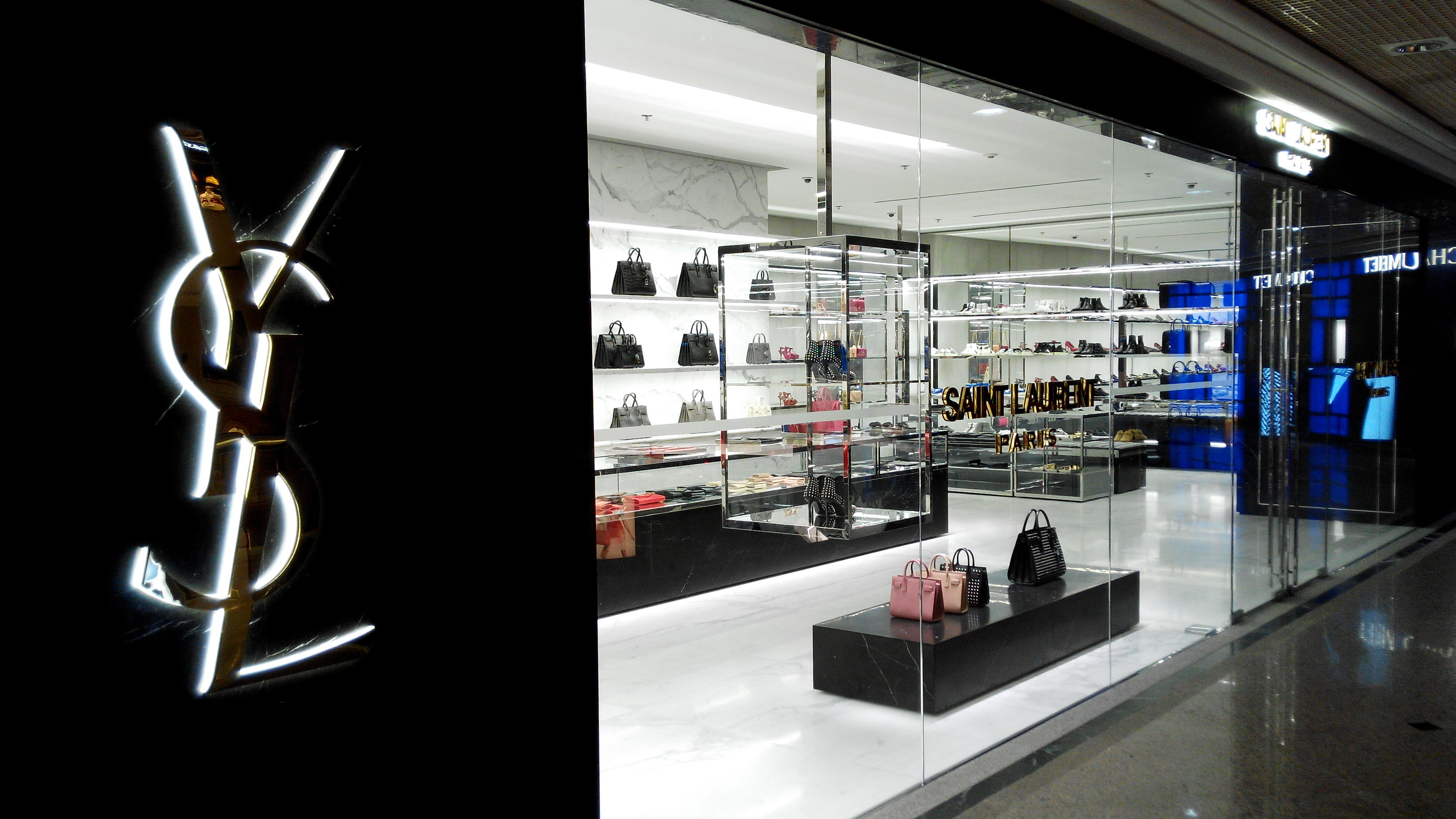
Butik Yves Saint Laurent SAS (Hongkong)

Yves Saint Laurent SAS – francuski dom mody, założony przez Yves’a Saint Laurenta oraz jego partnera Pierre’a Bergé w 1961 roku we Francji. Jest jednym z najbardziej znanych domów mody na świecie.
Obecnie Yves Saint Laurent SAS jest spółką zależną francuskiego holdingu Kering, skupiającego producentów produktów markowych.

## Historia
Twórcą marki Yves Saint Laurent jest projektant mody Yves Henri Donat Mathieu Saint Laurent, który za namową swojego ówczesnego partnera Pierre’a Bergé rozpoczął pracę nad własną marką, po tym jak zakończono jego kontrakt z domem mody Dior. Pierre pomógł zdobyć kontakt do inwestora – amerykańskiego milionera J. Macka Robinsona. Za sprawą wsparcia malarza - Bernarda Buffet - Saint Laurent mógł liczyć na kontakty z paryskimi artystami. Twórcą logotypu - charakterystycznego połączenia inicjałów YSL był grafik Cassandre.
Oficjalna data powstania domu mody Yves Saint Laurent to 1961 rok. Założycielami i długoletnimi współpracownikami byli odpowiedzialny za projekty Laurent oraz zajmujący się kwestiami biznesowymi oraz PR-em Bergé. Swoje stanowisko piastował nawet po rozstaniu w 1976 roku, wspierając byłego partnera do jego ustąpienia z roli projektanta domu mody w 2002 roku.
Pierwszy pokaz kolekcji couture odbył się 9 stycznia 1962 roku w Hôtel Forain na Rue Spontini. Oceny krytyków mody były mieszane. W kolejnych latach Yves Sanit Laurent wielokrotnie mierzył się z negatywnymi opiniami na temat jego wizji artystycznych. Jednym z przykładów jest wypuszczenie w 1966 roku tańszej linii ubrań Rive Gauche. Cieszyła się ona dużą popularnością wśród klientek, jednak projektanci otwarcie krytykowali pomysł Laurenta ten jednak nie zamknął projektu, a marka YSL nadal rozwija linię Rive Gauche. 
Dom Mody Yves Saint Laurent w 1971 roku wypuścił pierwsze perfumy - YSL Pour Homme. Kampania promocyjna spotkała się z ostrą krytyką, gdyż opinia publiczna wskazywała na wykorzystanie erotyki w komercyjnym obiegu. Butelkę perfum trzymał nagi Yves Saint Laurent, któremu zdjęcie wykonał Jeanloup Sieff. Kolejnym kontrowersyjnym zapachem sygnowanym logiem YSL było Opium. Fotografie do kampanii wykonał Helmut Newton, a hasło promocyjne brzmiało: Opium. Dla tych, którzy są uzależnieni od Yves Saint Laurent. Kampania wywołała oburzenie instytucji walczących z uzależnieniem od narkotyków antynarkotykowych.
W 1983 roku The Metropolitan Museum of Art poświęciło pierwszą w historii ekspozycję dedykowaną w całości żyjącemu projektantowi. 
W 1998 roku izraelsko-amerykański projektant Alber Elbaz zastąpił Saint Laurenta w jego marce. W jego projektach dominowały szyfony, topy z piórami i złote satynowe płaszcze. W 1999 roku Gucci kupiło markę YSL. Wówczas projektantem został wybrany Tom Ford, który jeszcze mocniej niż Saint Laurent podkreślił seksowny charakter marki. Przykładem są nie tylko projekty Forda, ale też kampania reklamowa perfum Opium, gdzie brytyjska modelka Sophie Dahl pozuje nago i szpilkach. Ostatni pokaz Yves Saint Laurent zorganizował w 2002 roku. Dwa lata później Ford odszedł z YSL, aby założyć własną markę. Kolejnym projektantem marki był Włoch Stefano Pilati, który w kolekcjach wykorzystywał smokingi, kurtki safari i tulipanowe spódnice.
W 2008 roku sprzedaż umiera Yves Saint Laurent. Marka odnotowała w ówczesnym okresie znaczny spadek sprzedaży, przez co niektóre butiki zostały zamknięte.
W 2012 roku nowym projektantem został Hedi Slimane - dyrektor kreatywny linii męskiej w latach 90. XX wieku. Marka zmieniła pod jego rządami kierunek stawiając na klimat rock and rolla. Zmienił również nazwę marki na Saint Laurent. W 2016 roku projektantem został Anthony Vaccarello.
Wśród kobiet często noszących kreacje z metką YSL znajdują się m.in. Catherine Deneuve, Paloma Picasso, Grace Kelly, Anja Rubik.

## Projektanci domu mody Yves Saint Laurent
- Yves Saint Laurent (do 2002)
- Tom Ford (2002–2004)
- Stefano Pilati(inne języki) (2004-2012)
- Hedi Slimane(inne języki) (od 2012 do 2016)
- Anthony Vaccarello (od 2016 do chwili obecnej)